# Uit in Utrecht
Uit in Utrecht is een televisieprogramma dat wordt uitgezonden door de regionale televisiezender Regio TV Utrecht. In het programma bezoeken Marijke Helwegen en Keb Kinteh evenementen in de provincie Utrecht en doen daar verslag van.